# Næsby Strand
Næsby Strand er et sommerhusområde med bystatus syd for Nakskov, i Vestenskov Sogn, Lolland Kommune med 214 indbyggere  (2024).